# ريان رايدر
ريان رايدر هو مقدم برامج إذاعية كندي، ولد في 23 مايو 1988 في مونتريال في كندا.